# Captive (film, 1932)
Pour les articles homonymes, voir Captive.
Pour plus de détails, voir Fiche technique et Distribution.
Captive (Letty Lynton) est un film américain pré-code en noir et blanc réalisé par Clarence Brown, sorti en 1932.

## Synopsis
Letty Lynton réside en Amérique du Sud avec son amant Emile Renaul. Après la rupture, elle veut retourner aux États-Unis. À bord du navire à destination de New York, elle tombe amoureuse de Jerry Darrow. Son ex-petit ami a du mal à accepter la rupture et il continue de harceler Letty. En désespoir de cause, elle décide de l'empoisonner...

## Fiche technique
- Titre : Captive
- Titre original : Letty Lynton
- Réalisation : Clarence Brown
- Scénario : John Meehan (en) et Wanda Tuchock, d'après un roman de Marie Belloc Lowndes
- Production : Hunt Stromberg et Irving Thalberg producteur exécutif (non crédités)
- Société de production : Metro-Goldwyn-Mayer
- Musique : William Axt (non crédité)
- Photographie : Oliver T. Marsh
- Montage : Conrad A. Nervig
- Direction artistique : Cedric Gibbons
- Costumes : Adrian
- Pays de production : États-Unis
- Format : Noir et blanc - Son : Mono (Western Electric Sound System)
- Genre : Mélodrame
- Durée : 84 minutes
- Dates de sortie : États-Unis : 
  - États-Unis : 30 avril 1932 (première)
  - États-Unis : 14 mai 1932 (sortie nationale)
  - France : 31 mars 1933

## Commentaires
- Ce film est depuis devenu célèbre en raison de sa totale indisponibilité depuis un procès en 1936 pour plagiat de la pièce Dishonored lady (1930) d'Edward Sheldon et Margaret Ayer Barnes. En effet, la Metro-Goldwyn-Mayer n'en avait pas acheté les droits[1].

- Ce film est également célèbre pour la robe blanche conçue par le couturier Adrian que porte Joan Crawford, appelée "robe Letty Lynton"[2]. C'est l'un des premiers exemples de lancement de mode vestimentaire par Hollywood. Elle se voit maintes fois copiée et sert de source d'inspiration pour d'autres robes[2]. Le grand magasin Macy's avait réalisé une copie de la robe en 1932 et en avait vendu plus de 50 000 exemplaires aux États-Unis[3].